# 士狩大橋
士狩大橋（しかりおおはし）は、北海道河西郡芽室町の十勝川に架かる橋。

## 概要
帯広広尾自動車道初の供用区間である帯広川西道路の橋として2003年（平成15年）に開通した。
芽室帯広ICに近接しているため、桁高の抑制（用地面積の縮小）や最大支間長140mに対して比較的経済的であることなどからエクストラドーズド橋という斜張橋と桁橋との中間的な構造特性を採用した。また、架橋地域が北海道内でも有数の地震地帯であることを考慮して設計されている。
2000年度（平成12年度）「土木学会田中賞」を受賞した。

## 主要諸元
| 道路名   | 帯広広尾自動車道 帯広川西道路         |
| 道路規格 | 第1種第2級B規格                       |
| 設計荷重 | B活荷重                               |
| 構造型式 | 大偏心外ケーブル方式PC5径間連続箱桁橋 |
| 橋長     | 610m                                  |
| 支間     | 94.0 + 3@140.0 + 94.0m                |
| 全幅員   | 22.0m～29.1m                          |
| 平面線形 | R=∞                                   |